# Unteroffizier
Der Unteroffizier ist ein militärischer Dienstgrad in der Bundeswehr und früheren deutschen Streitkräften. Darüber hinaus werden in der Bundeswehr die Dienstgradgruppen der Unteroffiziere ohne und mit Portepee als Unteroffiziere zusammengefasst. Unteroffiziere ist auch die Bezeichnung für eine Laufbahngruppe nach der Soldatenlaufbahnverordnung, die die Laufbahnen der Fachunteroffiziere und der Feldwebel umfasst. Im österreichischen Bundesheer und der Schweizer Armee ist der Begriff ebenfalls eine Sammelbezeichnung für mehrere Dienstgrade.

## Bundeswehr
Der Dienstgrad Unteroffizier wird durch den Bundespräsidenten mit der Anordnung des Bundespräsidenten über die Dienstgradbezeichnungen und die Uniform der Soldaten auf Grundlage des Soldatengesetzes festgesetzt.

### Befehlsbefugnis und Dienststellungen
In der Bundeswehr ist der Unteroffizier ein Unteroffiziersdienstgrad, der gemäß der Zentralen Dienstvorschrift (ZDv) A-1420/24 „Dienstgrade und Dienstgradgruppen“ zur Dienstgradgruppe der Unteroffiziere ohne Portepee zählt. Aufgrund der Zugehörigkeit zur Dienstgradgruppe der Unteroffiziere ohne Portepee können Unteroffiziere auf Grundlage des § 4 („Vorgesetztenverhältnis auf Grund des Dienstgrades“) der Vorgesetztenverordnung innerhalb der dort gesetzten Grenzen Soldaten der Dienstgradgruppe Mannschaften Befehle erteilen.
Unteroffiziere werden beispielsweise als Gruppen- und Truppführer, als Ausbilder oder als Gehilfen im Stabsdienst eingesetzt. Aufgrund der Dienststellung können Unteroffiziere in den in der Vorgesetztenverordnung aufgezählten Fällen allen dienstlich oder fachlich unterstellten Soldaten Befehle erteilen.

### Ernennung und Besoldung
Maßgebliche gesetzliche Grundlagen für die Ernennung zum Unteroffizier trifft die Soldatenlaufbahnverordnung (SLV) und ergänzend die Zentrale Dienstvorschrift (ZDv) 20/7. Zum Dienstgrad Unteroffizier können Soldaten auf Zeit und Reservisten ernannt werden. Voraussetzung zur Ernennung in den Dienstgrad Unteroffizier ist die Zugehörigkeit zu einer der Laufbahnen der Laufbahngruppe der Unteroffiziere. Die Einstellung als Unteroffizier ist mit einem (Haupt-)Schulabschluss und einem für die Verwendung verwertbaren Berufsabschluss direkt möglich. Die meisten Unteroffiziere haben zuvor aber in einem Dienstgrad der Dienstgradgruppe Mannschaften als Unteroffizier- oder Feldwebelanwärter gedient. In diesem Fall können Mannschaftsdienstgrade nach zwölf Monaten Dienstzeit zum Unteroffizier ernannt werden, Unteroffizieranwärter frühestens jedoch neun Monate nach der Ernennung zum Gefreiten. Unteroffizieranwärter (nicht Feldwebelanwärter) müssen zusätzlich eine Unteroffizierprüfung bestehen, die sich aus einem allgemeinmilitärischen und einem militärfachlichen Teil zusammensetzt (Fachunteroffizierprüfung).
Unteroffiziere werden nach der Bundesbesoldungsordnung (BBesO) mit A 5 besoldet. Sie teilen sich die Besoldungsgruppe mit den Stabsgefreiten und den Oberstabsgefreiten (letztere erhalten eine Amtszulage).

### Dienstgradabzeichen
Das Dienstgradabzeichen für Unteroffiziere zeigt eine nach unten offene Tresse als Schulterabzeichen.
Ursprünglich führten die Dienstgrade Unteroffizier und Stabsunteroffizier als Rangabzeichen ein bzw. zwei mit der Spitze nach oben weisende, altgoldfarbene  Winkel auf den Oberärmeln. Zusätzlich erhielten Mitte 1959 bei Heer und Luftwaffe alle Unteroffiziersdienstgrade einschließlich der Feldwebel sowie alle Bootsmann-Dienstgrade auf den Schulterklappen eine umlaufende, auf Höhe der Schulternaht nicht geschlossene Borte. Die Farbe der Borte war in der Anordnung nicht definiert, dürfte sich aber an jener des Dienstgradwinkels orientiert haben. Die unten offene Schulterklappen-Borte identifizierte also noch nicht (wie heute) speziell den Dienstgrad Unteroffizier, sondern fungierte als allgemeines Rangabzeichen des Unteroffiziersstandes. Erst Ende 1962 erhielten bei Heer und Luftwaffe alle oberhalb des Dienstgrades Unteroffizier stehenden Unteroffiziere eine auch auf Schulternahthöhe geschlossene Borte. Damit waren bei Heer und Luftwaffe die Dienstgrade Unteroffizier und Stabsunteroffizier erstmals allein anhand der Schulterklappenborten erkennbar; folgerichtig entfielen bei ihnen die bisher getragenen Oberarmwinkel.
Bei der Bundesmarine entfielen 1978 für Maate und Obermaate die zusätzlichen Ärmelabzeichen, falls die 1974 eingeführten Schulterabzeichen getragen wurden.

### Äquivalente, nach- und übergeordnete Dienstgrade
Den Dienstgrad Unteroffizier führen nur Heeres- und Luftwaffenuniformträger. Marineuniformträger derselben Rangstufe führen den Dienstgrad Maat. Ranggleiche Offizieranwärter führen die Dienstgrade Fahnenjunker bzw. Seekadett (erste Dienstgradbezeichnung für Heeres- und Luftwaffenuniformträger; zweite Dienstgradbezeichnung für Marineuniformträger). In den Streitkräften der NATO ist der Unteroffizier zu allen Dienstgraden mit dem NATO-Rangcode OR-5 äquivalent.
In der Laufbahngruppe der Unteroffiziere ist der Unteroffizier gemäß Nr. 127 f. ZDv 20/7 unter dem ranghöheren Stabsunteroffizier (Dienstgradbezeichnung für Heeres- und Luftwaffenuniformträger) bzw. Obermaat (für Marineuniformträger) eingeordnet. Nach § 4 der Vorgesetztenverordnung sind wie oben dargestellt alle Unteroffiziere in den dort definierten Grenzen Vorgesetzte aller Dienstgrade der Dienstgradgruppe der Mannschaften, deren ranghöchster Dienstgrad der Stabskorporal ist.
| Unteroffizierdienstgrad |                                           |                             |
| Niedrigerer Dienstgrad |                                           | Höherer Dienstgrad          |
| - | Unteroffizier Fahnenjunker Maat Seekadett | Stabsunteroffizier Obermaat |
| Dienstgradgruppe: Mannschaften – Unteroffiziere o.P. – Unteroffiziere m.P. – Leutnante – Hauptleute – Stabsoffiziere – Generale |                                           |                             |

### Verwendung als Sammelbezeichnung
Im Sinne der Anordnung des Bundespräsidenten über die Dienstgradbezeichnungen und die Uniform der Soldaten umfasst die Gruppe der Unteroffiziere die beiden Dienstgradgruppen Unteroffiziere ohne und mit Portepee. Daher werden alle zugehörigen Dienstgrade auch als Unteroffizierdienstgrade bezeichnet. Alle Unteroffizierdienstgrade bilden das Unteroffizierskorps. Inoffiziell werden als Unteroffiziere manchmal auch nur die Heeres- und Luftwaffenuniformträger der Dienstgradgruppe Unteroffiziere ohne Portepee bezeichnet, wobei manchmal implizit auch die Marineuniformträger dieser Dienstgradgruppe einbezogen sind. Aufgrund des inoffiziellen Charakters der Bezeichnung ist häufig unklar, ob die einem anderen Bezeichnungsschema folgenden Dienstgrade der Offizieranwärter aus der Dienstgradgruppe der Unteroffiziere ohne Portepee (Fahnenjunker und Seekadett) ebenfalls unter diese inoffizielle Bezeichnung fallen oder nur die Dienstgrade der Dienstgradgruppe Unteroffiziere ohne Portepee, in die man in einer der Laufbahnen der Laufbahngruppe der Unteroffiziere ernannt werden kann.

### Laufbahngruppe der Unteroffiziere
Unabhängig vom Dienstgrad Unteroffizier oder den Dienstgradgruppen der Unteroffiziere mit und ohne Portepee, ist gemäß der Soldatenlaufbahnverordnung die Laufbahngruppe der Unteroffiziere eine der Laufbahngruppen der Bundeswehr.

## Schweizer Armee
In der Schweizer Armee werden alle Grade vom Korporal bis zum Chefadjutanten als Unteroffiziere bezeichnet und dabei in Unteroffiziere (Korporal bis Oberwachtmeister) und höhere Unteroffiziere (Feldweibel bis Chefadjutant) unterteilt.

## Bundesheer (Österreich)
Im österreichischen Bundesheer zählen die Dienstgrade vom Wachtmeister aufwärts bis einschließlich Vizeleutnant zur Dienstgradgruppe der Unteroffiziere. Sie sind den Chargen vorgesetzt.

## Nationale Volksarmee
In der Nationalen Volksarmee der DDR war Unteroffizier sowohl die Rangbezeichnung für den niedrigsten Unteroffiziersrang der Dienstgradgruppe der Unteroffiziere ohne Portepee als auch Sammelbezeichnung für das gesamte Unteroffizierskorps. Bezüglich der Rangbezeichnung der einzelnen Unteroffiziersränge und der Ausgestaltung der einzelnen Rangabzeichen wurde hier an die Traditionen der deutschen Streitkräfte bis 1945 angeknüpft.
Für die Ernennung zum ersten Unteroffiziersdienstgrad bzw. zum Unteroffizier der NVA war in der Regel eine Verpflichtungszeit von drei Jahren und der erfolgreiche Abschluss eines Unteroffizierslehrgangs an einer Unteroffiziersschule erforderlich.
|       | Unteroffiziersdienstgrade der Nationalen Volksarmee | Unteroffiziersdienstgrade der Nationalen Volksarmee | Unteroffiziersdienstgrade der Nationalen Volksarmee | Unteroffiziersdienstgrade der Nationalen Volksarmee | Unteroffiziersdienstgrade der Nationalen Volksarmee |
| Farbe | Grenztruppen der DDR                                | Grenztruppen der DDR                                | Pioniere Kfz-Truppen technische Dienste             | Nachrichtentruppe                                   | Raketentruppen u. Artillerie                        |
| ----- | --------------------------------------------------- | --------------------------------------------------- | --------------------------------------------------- | --------------------------------------------------- | --------------------------------------------------- |
|       | Unteroffizier (OR-5)                                | Unterfeldwebel (OR-5)                               | Feldwebel (OR-6)                                    | Oberfeldwebel (OR-7)                                | Stabsfeldwebel (OR-8)                               |
|       | Unteroffizier (OR-5)                                | Unterfeldwebel (OR-5)                               | Feldwebel (OR-6)                                    | Oberfeldwebel (OR-7)                                | Stabsfeldwebel (OR-8)                               |

| Dienstgrad                |                      |                       |
| niedriger: Stabsgefreiter | Unteroffizier (Maat) | höher: Unterfeldwebel |

## Wehrmacht

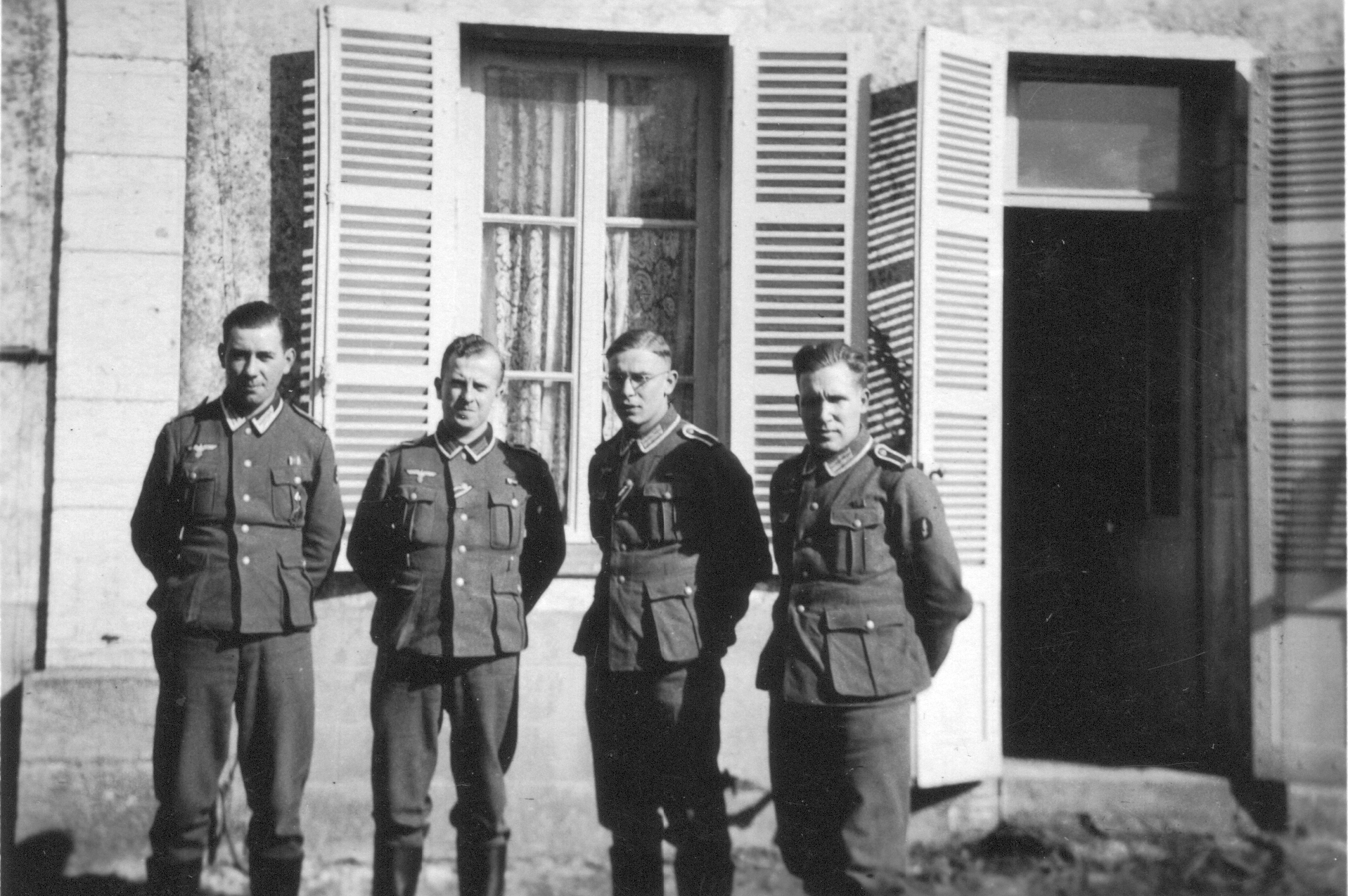
Unteroffiziere der Wehrmacht (Frankreich 1940)

In der Wehrmacht des Deutschen Reiches von 1935 bis 1945 war Unteroffizier sowohl die Bezeichnung für den niedrigsten Unteroffiziersrang als auch die Bezeichnung für die Dienstgradgruppe der Unteroffiziere ohne und mit Portepee. Der Offizieranwärter im Range Fahnenjunker-Unteroffizier war dem Unteroffizier nominell gleichgestellt. 

## Streitkräfte im Deutschen Kaiserreich
- Oberdeckoffizier (bei der Marine)
- Deckoffizier (bei der Marine)
- Feldwebel, Wachtmeister, Oberfeuerwerker
- Vizefeldwebel, Vizewachtmeister, Feuerwerker
- Sergeant
- Korporal bzw. Unteroffizier, Oberjäger (Unteroffizier der Jäger- und später Gebirgsjäger- und Fallschirmjägertruppe)[19]

Ab 1856 ersetzte die Bezeichnung Unteroffizier den Begriff Korporal/Corporal in der preußischen Armee. Diese Dienstgradbezeichnung wurde später im gesamten Deutschen Heer übernommen. In der württembergischen Armee hieß der Korporal zwischen 1817 und Dezember 1871 Obermann und wurde dann in Unteroffizier umbenannt.

## Andere Streitkräfte und Organisationen
Dem Dienstgrad Unteroffizier entspricht in vielen Streitkräften der Welt der Sergeant (engl.) oder Sergent (frz.) seltener der Korporal. In einigen Ländern sind entsprechende Dienstgradbezeichnungen auch in zivilen Organisationen gebräuchlich; insbesondere dann, wenn sie dem Militär direkt unterstellt oder militärähnlich strukturiert sind (etwa bei der Brigade de sapeurs-pompiers de Paris (gehört zur Pioniertruppe) und Gendarmerie).

## Trivia
In der Soldatensprache der Nationalen Volksarmee gab es den Spruch: „Es ist kein Mensch, es ist kein Tier, es ist ein Unteroffizier.“